# Mainz Hauptbahnhof
Mainz Hauptbahnhof – główna stacja kolejowa w Moguncji, w kraju związkowym Nadrenia-Palatynat, w Niemczech i jest węzłem kolejowym w zachodniej części regionu Ren-Men. Jest zlokalizowana na południowo-zachodnim krańcu dzielnicy Mainz-Neustadt. Obsługuje dziennie około 60 tys. pasażerów odprawiając 104 pociągi dalekobieżne i 311 regionalnych.

## Historia
Na mocy ustawy o żegludze na Renie z 1831 Moguncja utraciła prawo do składowania i była niechętnie odwiedzana przez jednostki żeglugi na Renie ze względu na zamulony port i wysokie taryfy celne. 13 kwietnia 1840 oddano do użytku linię kolejową Taunus między Frankfurtem nad Menem, Mainz-Kastel i Wiesbaden, zmniejszając ruch tranzytowy i turystyczny przez Moguncję.
Moguncja była największym miastem Wielkiego Księstwa Hesji i tradycyjnie silnym ośrodkiem handlowym dzięki Izbie Handlowej i z tego powodu stało się atrakcyjnym węzłem w powstającej sieci kolejowej. Ludwigsbahngesellschaft z siedzibą w Moguncji uzyskał więc koncesje na budowę linii kolejowych, które wywodziły się z Moguncji.

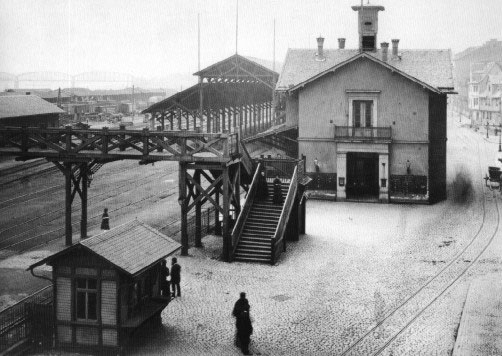
Stara stacja nad Renem przy Rheinstraße

W 1845 Moguncja otrzymała koncesję na budowę linii kolejowej do Wormacji i do granicy Górnego Palatynatu. Budowę rozpoczęto w 1847. Ukończenie linii opóźniło się w wyniku wydarzeń politycznych 1848/49 do 23 marca  1853, a pierwsza stacja w Moguncji otworzono dopiero w sierpniu 1853.

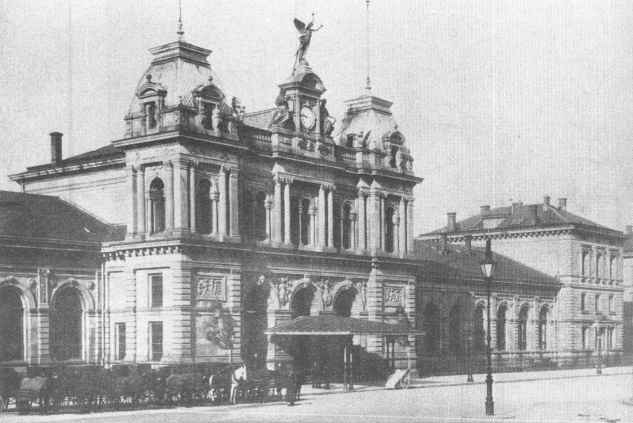
Budynek dworca wg. projektu Berdellé'a (ok. 1885)

W następnych latach liczba pasażerów wzrosła, ponieważ Moguncja rozwinęła się w węzeł komunikacyjny dla linii do Darmstadt, Aschaffenburga, Bawarii, Ludwigshafen, w kierunku Francji, Bingen, Kolonii i Frankfurtu nad Menem. Z powodu ograniczonej przestrzeni nad brzegiem Renu między rzeką a twierdzą nie można było tam rozbudować obiektów kolejowych. Postanowiono przenieść stację do zachodniej części miasta. Realizacja projektu wymagała poprowadzenia torów dojazdowych szerokim łukiem na zachód od miasta. Wymagało to również tunelu pod cytadelą, który został uruchomiony w 1876.
Dzisiejszy dworzec główny został zbudowany w latach 1882–1884 według planów niemieckiego architekta z Moguncji Philippa Johanna Berdellé (1838-1903) w ramach rozbudowy miasta po wojnie francusko-pruskiej jako nowy dworzec główny. Budynek zbudowano z jasnego Piaskowiec piaskowca w stylu włoskiego neorenesansu z elementami baroku i klasycyzmu. Efektowny budynek centralny ujęty jest w dwa skrzydła boczne z arkadami, które z kolei kończą się ryzalitami. Budowla została oddana do użytku 15 października 1884.

## Elementy dekoracyjne

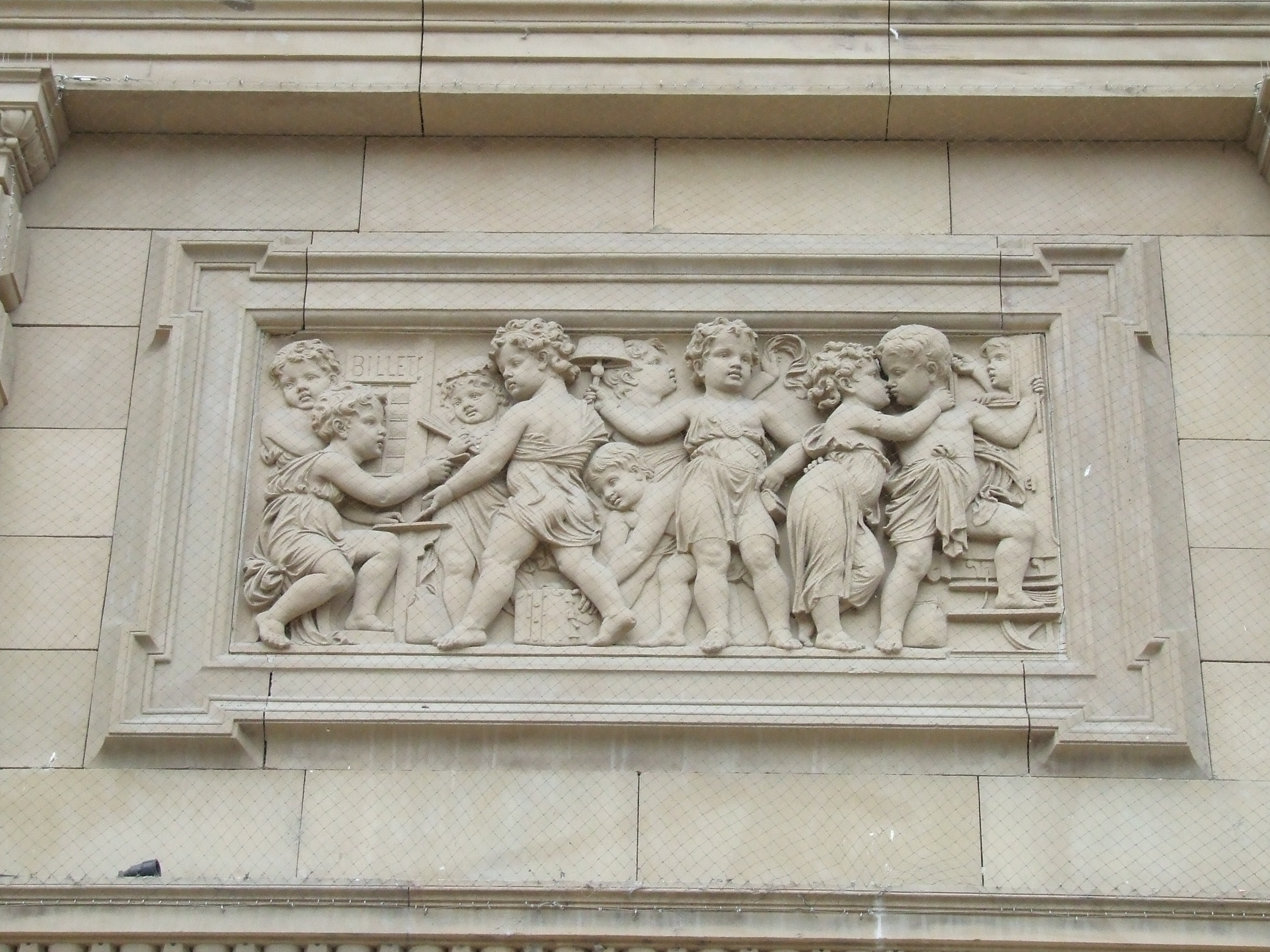
Odjazd

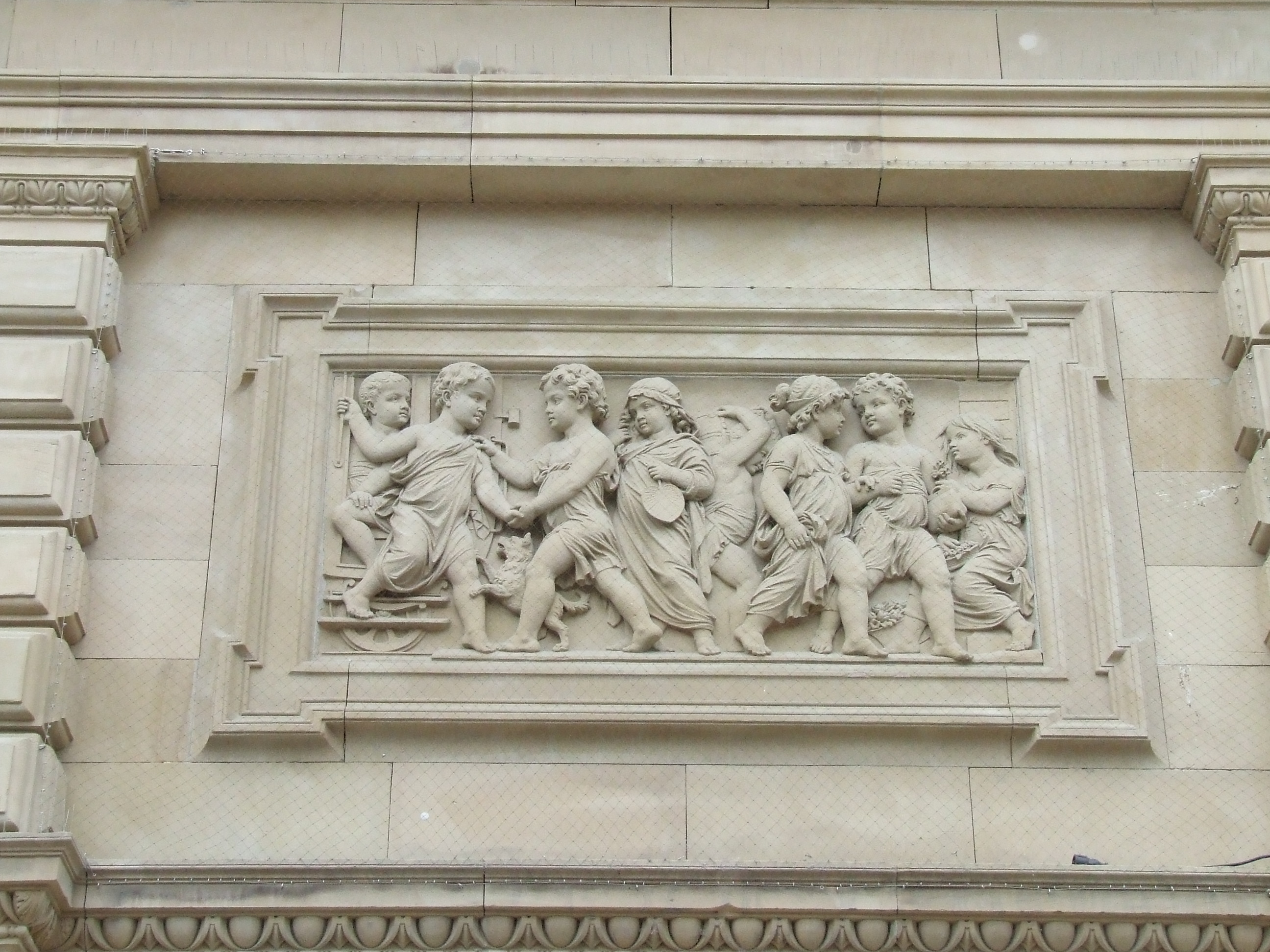
Przyjazd

Dekoracje w formie płaskorzeźb na głównym budynku po obu stronach głównego wejścia alegorycznie nawiązywały do funkcji budynku. Płaskorzeźby stworzone przez rzeźbiarzy z Moguncji Valentina Bartha i Antona Scholla w zabawny sposób przedstawiają putta w zabytkowych strojach przyjeżdżających i odjeżdżających pociągiem.
Płaskorzeźba „Wyjazd" znajduje się w lewej części głównego budynku: W lewym górnym rogu widnieje napis Billet. Przedstawia sceny, które obracają się wokół tematu wyjazdu i pożegnania na dworcu. Obejmuje to ciężką walizkę.
Płaskorzeźba „Przyjazd" znajduje się po prawej stronie głównego budynku: Tutaj putta ponownie wysiadają z pociągu i widać radosne przybycie. Ciężka walizka zostaje zabrana.
Zegar stacyjny na dachu został zwieńczony skrzydlatym geniusem pary i elektryczności. Nad trzema głównymi drzwiami wejściowymi znajdują się również płaskorzeźby, które są reprodukowane w kolejności (od lewej do prawej), w jakiej są przymocowane do budynku.

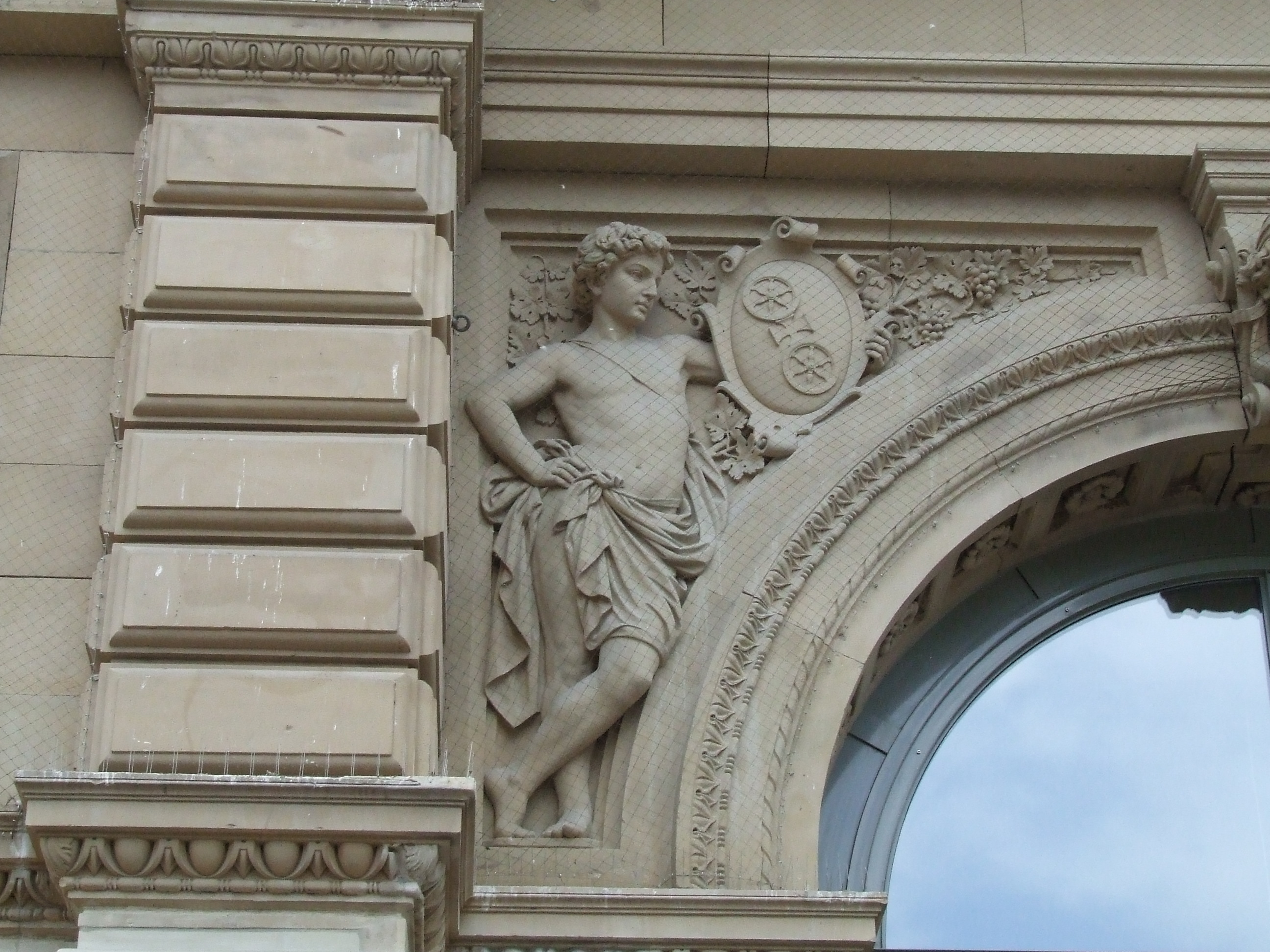
Herb Moguncji (Mainzer Rad)
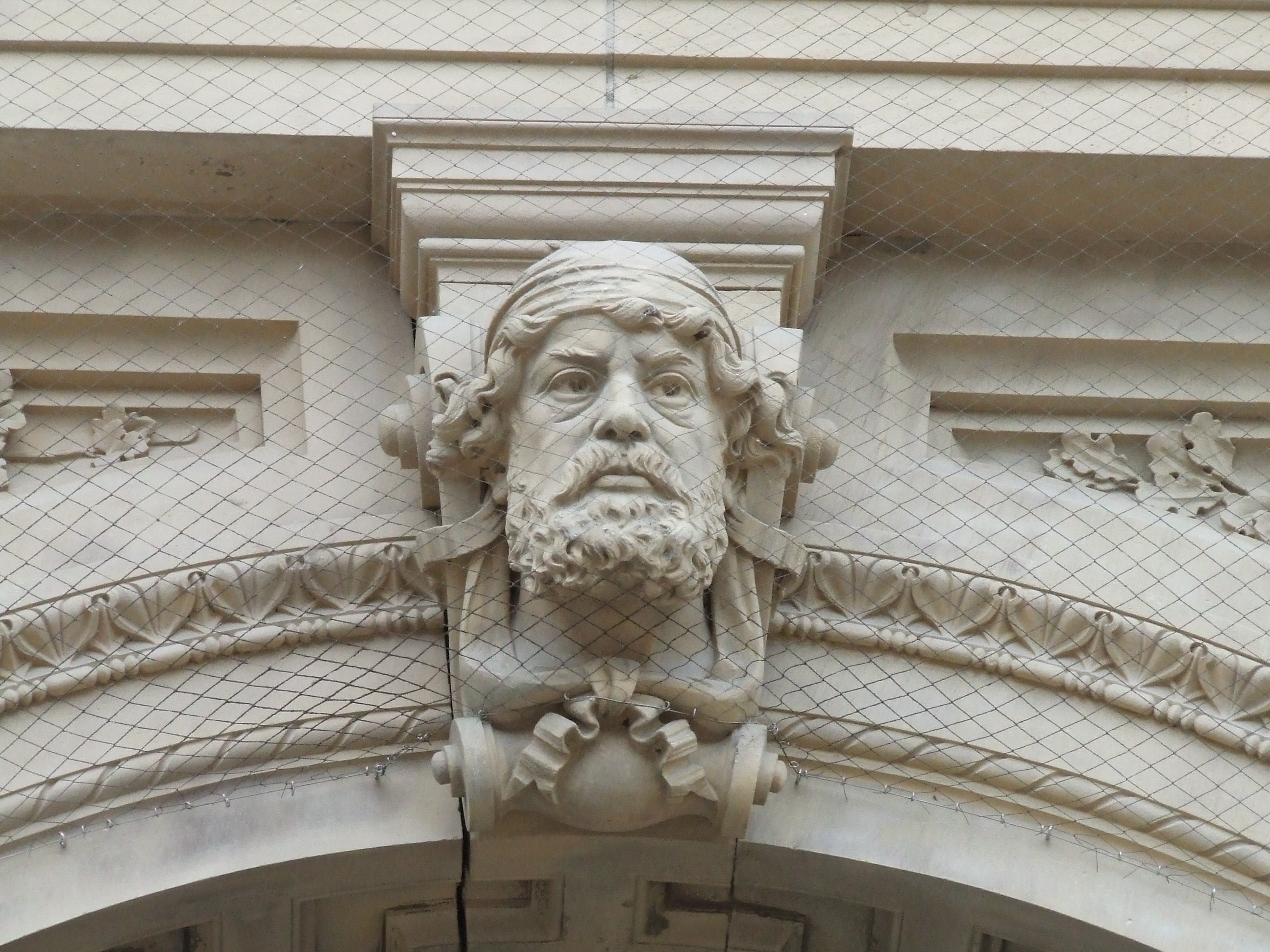
Wulkan
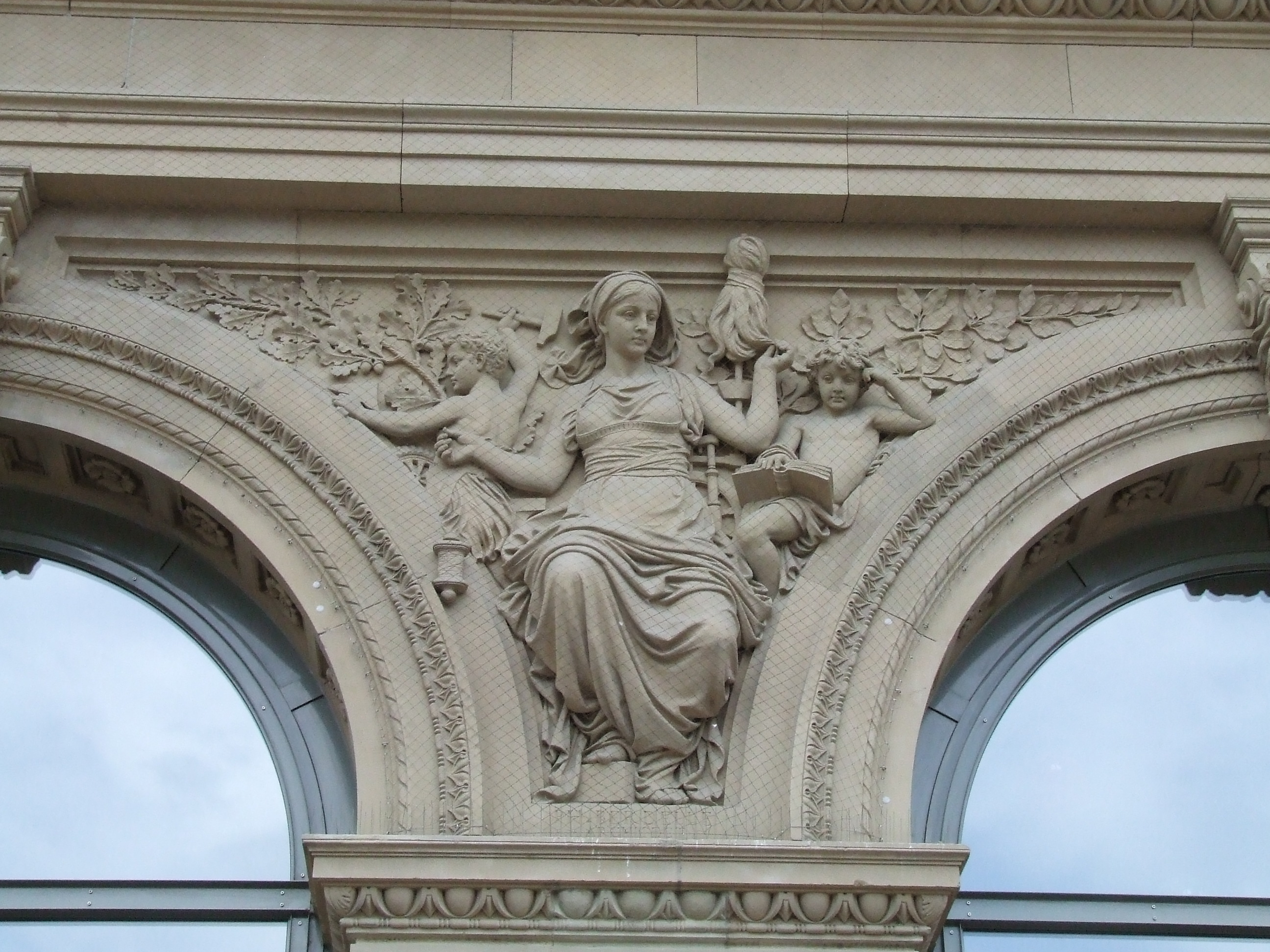
Alegoria Pracy
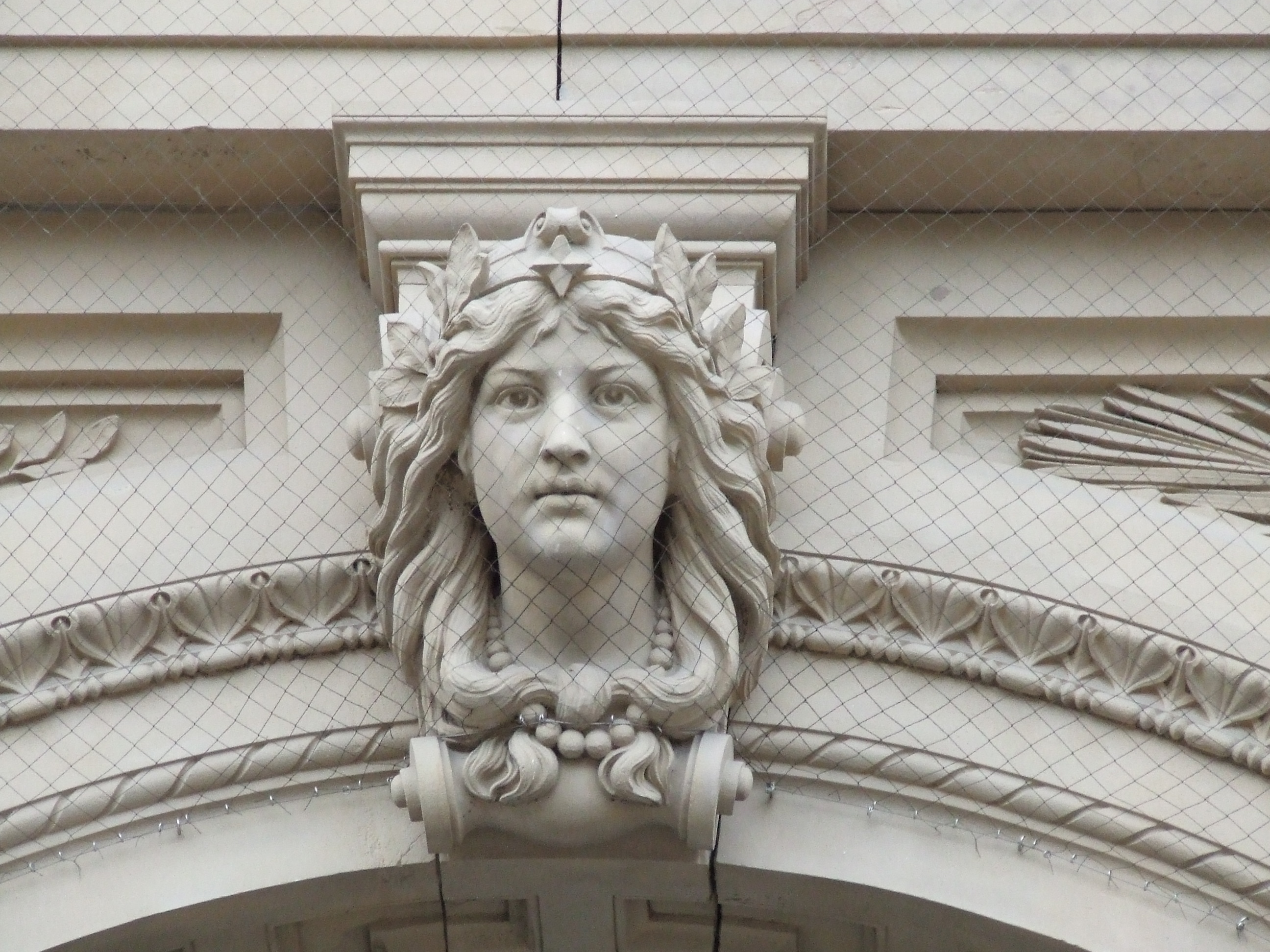
Minerwa
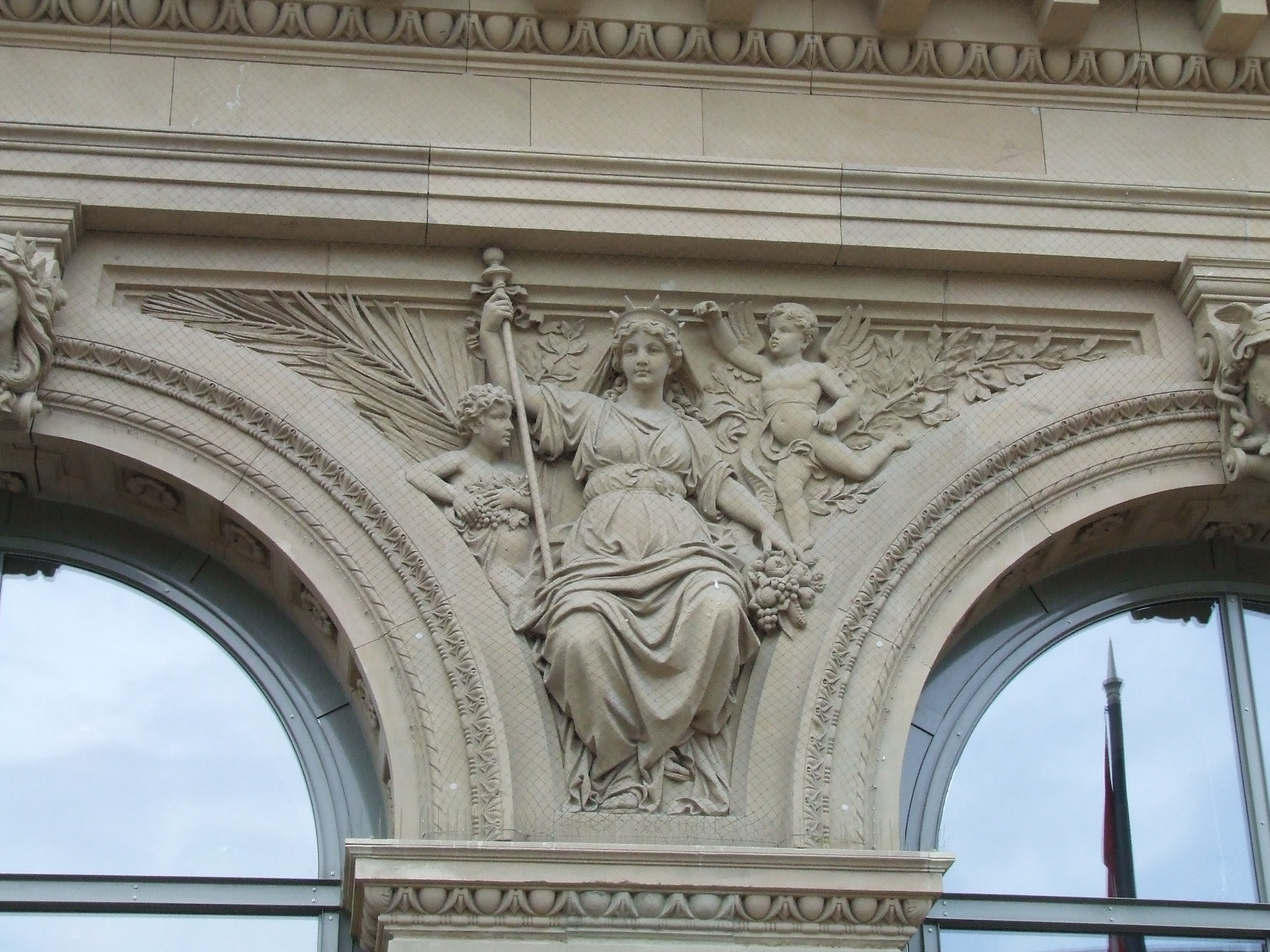
Alegoria Pracy na roli
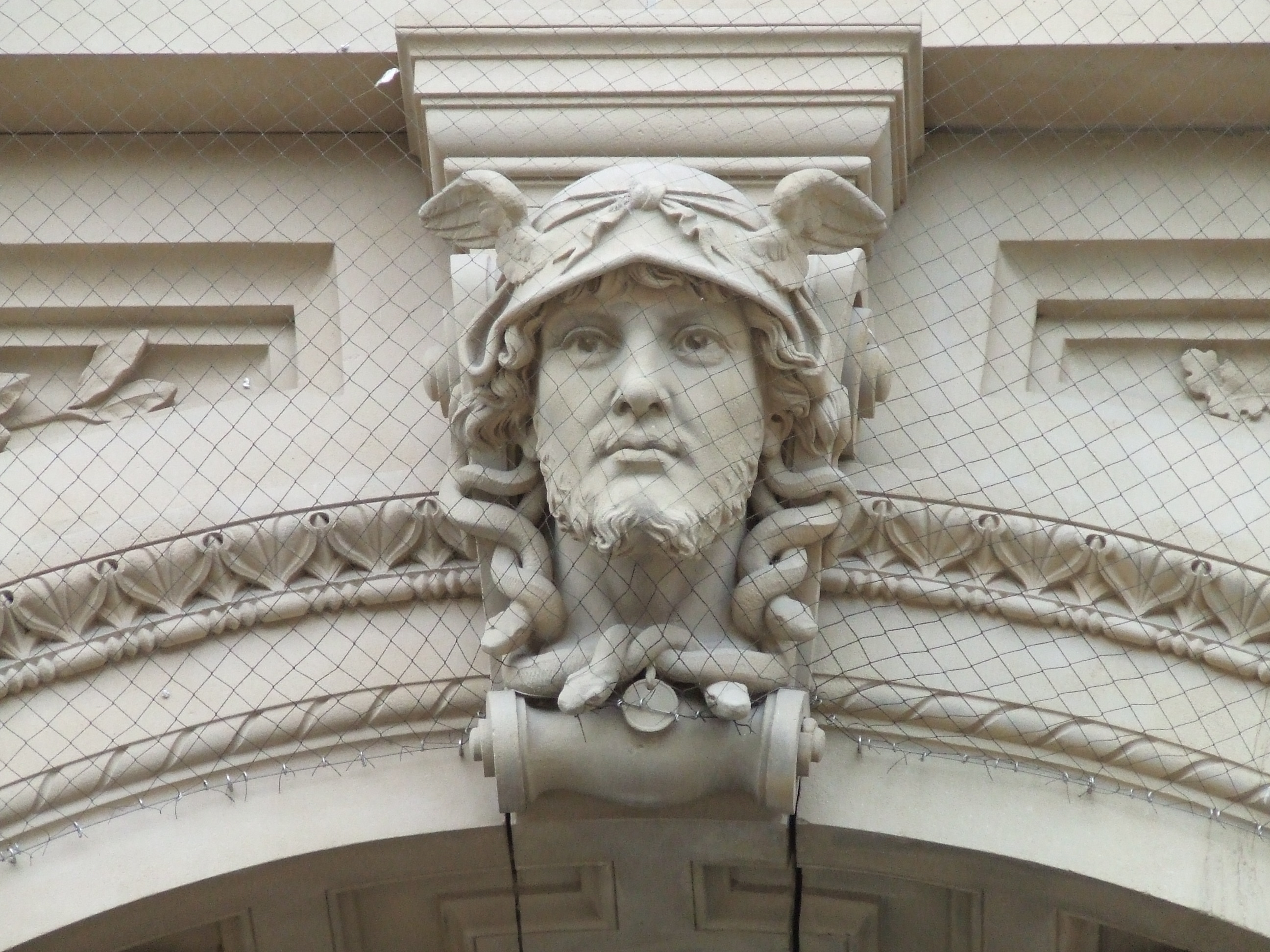
Merkury
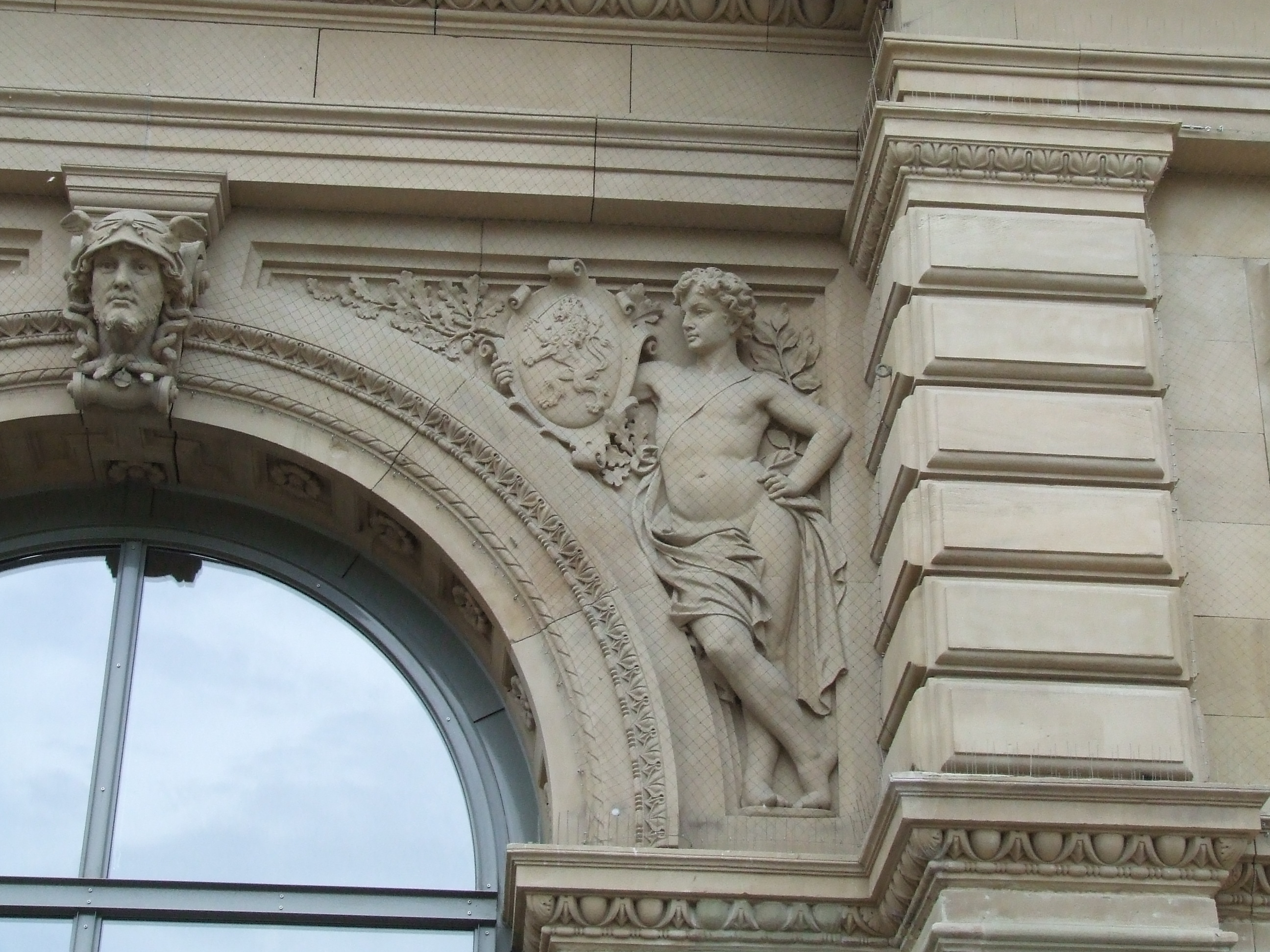
Herb Wielkiego Księstwa Hesji

Pasażerów chroniła najdłuższa wówczas hala dworcowa w Europie. Została zbudowana przez zakłady MAN w Gustavsburgu, które zbudowały również most kolejowy na Renie (Eisenbahnbrücke Mainz-Süd). Przy długości 300 metrów i szerokości 47 metrów konstrukcja z żeliwa i kutego żelaza, szkła i blachy falistej zajmowała powierzchnię około 14 000 metrów kwadratowych. Konstrukcja dachu podzielona została na 29 pól i wsparta na sześćdziesięciu słupach z kutego żelaza. Fronty zamykano szklanymi fartuchami do wysokości pociągów. Najwyższy punkt dachu zaopatrzono w przeszkloną, otwieraną klapę do odprowadzania dymu i pary. Kolejne dwie tafle szkła zainstalowano w obudowę, która poza tym składała się z blachy falistej.

## Zniszczenia wojenne
W czasie II wojny światowej stacja została poważnie uszkodzona w wyniku bombardowań: zniszczono 1767 metrów torów i 198 zwrotnic. Jednocześnie zniszczeniu uległy systemy bezpieczeństwa i telekomunikacyjne. Mimo zniszczeń ruch pociągów z krótkimi przerwami był utrzymany.
10 września 1945 większość torów na Dworcu Głównym była ponownie użytkowana. W 1946 ponownie uruchomiono blokady elektromechaniczne.

## Modernizacja w latach 90. XX w.
Zbudowano czwarty peron dla ruchu regionalnego. W tym celu dużym kosztem przedłużono dwa przejścia podziemne.
Do końca 2003 stacja została gruntownie przebudowana za około 114 milionów marek (około 58 milionów euro) w ciągu pięciu lat budowy. Duża żeliwna hala dworcowa z 1939 została całkowicie rozebrana[7] i zastąpiona żelbetową nadbudową, której dach o łukach architektonicznie nawiązuje do wcześniejszych hal peronowych.
Renowacja elewacji głównej zabytkowego budynku dworca doprowadziła do przybliżonego przywrócenia dawnego wyglądu. Brakuje jednak wież dachowych. Wewnątrz wszystko zostało przeprojektowane. Wejścia na perony (perony od 2 do 8) prowadzą teraz przez szeroki podniesiony chodnik z bocznymi galeriami handlowymi, do których można dotrzeć bez barier schodami, schodami ruchomymi i windami z holu wejściowego i z peronów. Obejmuje cztery perony (powierzchnia peronów 16 906 m²) i siedem torów. Trzy kolejne ślepe tory są dostępne z prawej strony peronu 1, ale tylko tor 11 służy do obsługi pasażerów. Powierzchnia sklepów i restauracji została powiększona do 3800 metrów kwadratowych. Dwa podziemne przejścia i wejścia na perony służą jedynie jako drogi ewakuacyjne. Zamurowano cztery wewnętrzne klatki schodowe.
W trakcie przebudowy powstało nowe wejście po południowo-zachodniej stronie dworca, które umożliwia przede wszystkim dojazd prywatnymi samochodami. Na stacji znajduje się 2138 miejsc parkingowych dla transportu prywatnego (park and ride / park and rail). Plac dworcowy został całkowicie przeprojektowany i jest teraz zarezerwowany dla lokalnego transportu publicznego i taksówek.
Aby zachować zgodność z przepisami przeciwpożarowymi, strop w holu recepcyjnym został przebity, aby dym - dodatkowo odciągany przez wentylatory - mógł się wydostać. W podziemiach znajduje się zbiornik na wodę przeciwpożarową o pojemności 170 metrów sześciennych. Jest zasilany przez obfite wody gruntowe, które pochodzą z Hartenberg i Taubertsberg i płyną w kierunku Renu.
Dworzec kolejowy w stolicy Nadrenii-Palatynatu jest według Deutsche Bahn jednym z najnowocześniejszych dworców w Niemczech.

## Znaczenie komunikacyjne
W 2011 z głównego dworca kolejowego w Moguncji korzystało dziennie około 60 000 podróżnych. Jest to początek Mainbahn do Frankfurt Dworzec Główny i przystanek na linii S 8 S-Bahn Rhein-Main, a od „drobnej zmiany rozkładu jazdy” w dniu 10 czerwca 2018 był również punktem końcowym linii S 6 na S-Bahn Rhein-Neckar z Mannheim Dworzec Główny. Łącznie 311 pociągów lokalnych (S-Bahn, Regional-Express i Regionalbahn) oraz 104 pociągi dalekobieżne (Intercity, Eurocity, Intercity-Express i CityNightLine) zatrzymują się codziennie w Moguncji (od 2009).
Dworzec kolejowy jest ważnym śródmiejskim węzłem tramwajowym i autobusowym, a także punktem początkowym regionalnych linii autobusowych.
Wraz z uruchomieniem dalekobieżnych usług autobusowych w Niemczech od 2013 niektóre dalekobieżne linie autobusowe biorą swój początek przy dworcu głównym. Stąd kursował autobus wahadłowy na lotnisko Frankfurt-Hahn.

## Ciekawostki
- Lokomotywownia - w 1958 zajezdnia kolejowa przy Dworcu Głównym była jedną z pierwszych na terenie Deutsche Bundesbahn, która była „bezparowa” (pozbawiona parowozów[5].
- Od października 2006 do stycznia 2007 Federalny Urząd Śledczy (BKA) testował biometryczne rozpoznawanie twarzy (wyszukiwanie zdjęć) w holu wejściowym głównego dworca kolejowego w Moguncji w ramach projektu badawczego[6].

11 lipca 2007 BKA zaprezentowało na konferencji prasowej raport końcowy[51] z projektu. Dzięki dostępnej wówczas technologii prawdopodobieństwo wykrycia wynosiło 60% w optymalnych warunkach oświetleniowych przy świetle dziennym. Jednak w nocy spadło to do 10%; dlatego wyszukiwanie zdjęć nie było praktyczne.
- Według DB Station&Service perony dla torów 4 i 5 na głównym dworcu w Moguncji (po 667 metrach na głównym dworcu w Essen) są drugimi najdłuższymi peronami w Niemczech: mają 627,5 metra długości.[54] Według Stredax z DB Netz, jednak tylko 450 metrów jest użytecznych. Tutaj dwa krótsze pociągi mogą zatrzymać się na tym samym peronie i odjechać w różnych kierunkach. Dlatego są ponumerowane „4a” i „4b” oraz „5a” i „5b”[8].